# Cracker (TV-serie)
Cracker är en brittisk TV-serie som sändes i tre säsonger mellan 1993 och 1995 och därefter i två längre avsnitt 1996 och 2006. Serien följde den nergångne brottspsykologen Eddie "Fitz" Fitzgerald, spelad av Robbie Coltrane, som bistår polisen i Manchester.

## Seriens grundidé
Fitz är en klassisk antihjälte: otrogen mot sin fru, alkoholist, kedjerökare, överviktig, spelberoende, sarkastisk och elak, samtidigt som han är intelligent och skicklig på sitt jobb, att tränga in i våldsamma brottslingars psyken.
Varje fall i serien löpte över flera avsnitt med cliffhanger mellan avsnitten.
Bland de andra återkommande figurerna i serien finns polischef David Bilborough (spelad av Christopher Eccleston), Crackers kollega och älskarinna, DS Jane "Panhandle" Penhaligon (Geraldine Somerville), oregerliga polisen DS Jimmy Beck (Lorcan Cranitch), samt Crackers fru, Judith (Barbara Flynn) och son, Mark (Kieran O'Brien).

## Rollista
- Robbie Coltrane - Dr. Edward "Fitz" Fitzgerald (Säsong 1-3)
- Christopher Eccleston - DCI David Bilborough (Säsong 1, 2.1)
- Ricky Tomlinson - DCI Charlie Wise (Säsong 2-3, specialavsnitt "White Ghost")
- Geraldine Somerville - DS Jane Penhaligon (Säsong 1-3)
- Lorcan Cranitch - DS Jimmy Beck (Säsong 1-2, 3.1)
- Barbara Flynn - Judith Fitzgerald (Säsong 1-3, specialavsnitt "Nine Eleven")
- Kieran O'Brien - Mark Fitzgerald (Säsong 1-3, specialavsnitt "Nine Eleven")
- Tess Thomson - Katy Fitzgerald (Säsong 1-3, specialavsnitt "Nine Eleven")
- John Evans - James Fitzgerald (Specialavsnitt "Nine Eleven")
- Ian Mercer - DS George Giggs (Säsong 1)
- Colin Tierney - DC Bobby Harriman (Säsong 2)
- Robert Cavanah - DC Alan Temple (Säsong 3)
- Stan Finni - Sgt. Smith (Säsong 1)
- Wil Johnson - PC/DC Michael Skelton (Säsong 2-3)
- Clive Russell - Danny Fitzgerald (Säsong 2-3)
- Amelia Bullmore (Säsong 1.3) och Isobel Middleton (Säsong 2.1, 2.3, 3.1) - Catriona Bilborough, David Bilboroughs fru
- Edward Peel - Chief Super (Säsong 1-3)

### Gästskådespelare
- Adrian Dunbar - Thomas Francis Kelly
- Nicholas Woodeson - Michael Hennessy
- Andrew Tiernan - Sean Kerrigan
- Susan Lynch - Tina Brien
- Christopher Fulford - Nigel Cassidy
- Robert Carlyle - Albie Kinsella
- Jim Carter - Kenneth Trant
- Samantha Morton - Joanne Barnes
- Graham Aggrey - Floyd Malcolm
- Mark Lambert - David Harvey
- Brid Brennan - Maggie Harvey
- John Simm - Bill Nash/Preece
- Liam Cunningham - Stuart Grady
- Emily Joyce - Janice
- Barnaby Kay - Dennis Philby
- Anthony Flanagan - Kenny Archer

## Seriens tillkomst
Serien skapades som en antideckare av Jimmy McGovern, baserat dels på några verkliga händelser, såsom en tragedi i Hillsborough 1989 (när 96 människor dog i paniken efter en fotbollsmatch), dels på mönstret i TV-serien Columbo där publiken får se den skyldige begå brottet i början (se inverterad deckare). Båda serierna har också en huvudperson som löser brott medan han döljer sin intelligens bakom ett slarvigt yttre. Dock skiljer sig figurerna i att Fitz inte alltid löser sina brott: i "One day a lemming will fly" får han polisen att gripa fel man, och i "Men should weep" får han en serievåldtäktsman att mörda sitt offer.
Cracker började också som en antites till den procedur-deckare som TV-bolaget Granada Television också producerade, I mördarens spår, genom att lägga mer fokus på känslomässig och psykologisk verklighet än korrekta polisrutiner.
McGovern hade från början tänkt att Fitz skulle vara väldigt smal och full av nervös energi. Därför erbjöds rollen till Shakespeareskådespelaren Robert Lindsey som dock tackade nej. När McGovern såg den skotske komikern och skådespelaren Robbie Coltrane ändrade han hela konceptet. 

## Seriens gång
Under seriens gång undersökte Fitz många olika typer av psykologiska motiv. Snart började också Fitz kollegor bli föremål för undersökningar, och fokusen flyttades alltmer ifrån brottslingarna till relationerna med kollegorna. I de två senaste avsnitten har poliserna själva ofta blivit offer eller förövare.
Efter två säsonger, varav ett avsnitt blivit belönade med varsin Edgar från Mystery Writers of America (det skulle bli en Edgar till under tredje säsongen), meddelade McGovern att han inte tänkte fortsätta skriva Cracker, eftersom han "inte hade mer att skriva om" , men skrev trots det den kontroversiella våldtäktshistorien för den tredje säsongens Men should weep. (Ironiskt nog var våldtäktslinjen i Cracker ursprungligen skriven för I mördarens spår där seriens huvudperson, Jane Tennison, skulle ha blivit våldtagen. 
Andra säsongen blev också den första säsongen som slutade med en cliffhanger, när Crackers chef Bilborough blivit mördad, kollegan Beck dött, och en ny chef tillkommit i form av Ricky Tomlinson som Charlie Wise.
Serien slutade när Coltrane vägrade fortsätta i huvudrollen om inte McGovern skrev manusen. Därför sändes det sista avsnittet med början den 28 oktober 1996.
1997 började så en amerikansk version av serien sändas, med Robert Pastorelli i huvudrollen. Avsnitten byggde helt på de brittiska manusen, men efter enbart en säsong (16 avsnitt) lades serien ner, eftersom den inte lyckades fånga tillräckligt med tittare.
2006 återkom McGovern som manusförfattare och då återkom även Coltrane för en miniserie om Fitz.

## Kuriosa
- 1997 gjorde Coltrane och Helen Mirren parodi på sina respektive rollfigurer för BBC:s stödgala Red Nose Day för Comic Relief.
- Några av berättelserna i Cracker har publicerats i bokform.
- Robbie Coltrane och Geraldine Somerville har båda varit med i alla åtta Harry Potter-filmer: Coltrane som Hagrid och Somerville som Lily Potter.

## På svensk TV och DVD-utgåvor
Serien har visats på TV4 på 90-talet resp 2000-talet. Hela serien finns utgiven på DVD, både i region 1 och region 2.